# Восточнотиморско-мексиканские отношения
Восточнотиморско-мексиканские отношения — двусторонние дипломатические отношения между Восточным Тимором и Мексикой. Государства являются членами Организации Объединённых Наций.

## История
В 1999 году во время референдума о самоопределении увеличился уровень насилия в Восточном Тиморе. Внутреннее давление вынудило Миссию Организации Объединённых Наций в Восточном Тиморе работать до 30 августа 1999 года, дня, когда должен был состояться референдум. Для проведения референдума Организация Объединённых Наций обратилась к Национальному избирательному институту Мексики с просьбой оказать техническую помощь Восточному Тимору в двух конкретных областях: в создании реестра избирателей и в материально-техническом обеспечении выборов. Мексика начала оказывать помощь 2 июня и закончила 30 августа 1999 года.
20 мая 2002 года Восточный Тимор получил независимость от Индонезии. На церемонии провозглашения независимости присутствовал заместитель министра иностранных дел Мексики Мигель Марин Бош. Мексика незамедлительно признала независимость Восточного Тимора, став второй латиноамериканской страной, сделавшей это. В качестве непостоянного члена Совета Безопасности ООН Мексика одобрила резолюцию 1414 о принятии Восточного Тимора в Организацию Объединённых Наций. 26 сентября 2003 года государства установили дипломатические отношения.
В мае 2008 года министр иностранных дел Восточного Тимора Закариас да Кошта посетил с официальным визитом Мексику, став самым высокопоставленным правительственным чиновником Восточного Тимора, посетившим эту страну. Во время встречи с министром иностранных дел Мексики Патрисией Эспиноса Кантельяно стороны обсудили заинтересованность в укреплении двусторонних отношений между двумя странами. Министры согласились сотрудничать в рамках ООН, где могут быть найдены вопросы, представляющие взаимный интерес. В апреле 2014 года делегация Восточного Тимора приняла участие в первой встрече высокого уровня Глобального партнерства для эффективного сотрудничества в целях развития в Мехико.

## Торговля
В 2018 году объём товарооборота между государствами составил сумму 287 тысяч долларов США. Экспорт Восточного Тимора в Мексику: детали для телефонных аппаратов, товары для продвижения кофейной индустрии, катушки реактивного сопротивления. Мексика не имеет зарегистрированного экспорта в Восточный Тимор.

## Дипломатические представительства
- Интересы Восточного Тимора в Мексике представлены через посольство в Вашингтоне (Соединённые Штаты Америки)[5].
- Мексика представляет свои интересы в Восточном Тиморе через посольство в Джакарте (Индонезия), а также имеет почётное консульство в Дили[6].